# Lege artis
Lege artis („nach den Regeln der Kunst“, von lateinisch lex, legis, „Gesetz“ und lateinisch ars, artis, „Kunst“; englisch State of the Art) ist im Haftungsrecht der Rechtsgrundsatz, wonach eine vertragliche Leistungspflicht entsprechend dem Stand der Wissenschaft, den anerkannten Regeln der Technik, den gesellschaftlichen Normen oder den Rechtsnormen sowie unter Einsatz der körperlichen und geistigen Fähigkeiten, Fertigkeiten und Kenntnisse zu erfüllen ist.

## Allgemeines
Es gibt Fachgebiete und Berufe, die einem starken Wandel unterworfen sind. Dazu gehören insbesondere Medizin, Technik, Bauwesen, Recht oder Kunst. Wer deren Dienste durch Vertrag in Anspruch nehmen möchte, kann rechtlich erwarten, dass der Leistungsschuldner eine Qualität liefert, die frei ist von Rechts- und Sachmängeln und darüber hinaus den aktuellen Regeln des entsprechenden Fachgebiets entspricht. Während Sach- und Rechtsmängel vergleichsweise leicht zu entdecken sind, ist die fehlerhafte Anwendung der aktuellen Regeln eines Fachgebiets schwieriger nachweisbar.
Die medizinische Wissenschaft und die medizinische Praxis versuchen darzulegen, ob und inwieweit das ärztliche Handeln bestimmten Regeln unterworfen werden kann, deren Nichtbeachtung vom medizinischen Standpunkt als Verstoß gegen allgemein anerkannte Regeln und deshalb rechtlich als Verletzung der Sorgfaltspflicht eine Haftung auslösen kann. Heute werden Verstöße gegen allgemein anerkannte Regeln meist mit der Medizin assoziiert, doch gibt es eine Vielzahl von Fachgebieten, die die Anforderungen des „lege artis“-Prinzips ebenfalls zu erfüllen haben.

## Geschichte
Die aus dem Jahre 1532 stammende Constitutio Criminalis Carolina drohte in Artikel 134 dem Arzt eine Strafe an, der aus „unfleiß oder unkunst und doch unfürsetzlich jemandt mit seyner arzney tödtet…“. Damit galt sie als Vorstufe des ärztlichen Kunstfehlers als Ausgangspunkt eines Verstoßes gegen anerkannte medizinische Regeln. Der Mediziner Rudolf Virchow prägte im Jahre 1870 den Begriff des Kunstfehlers als „Verstoß gegen die anerkannten Regeln der Heilkunst infolge eines Mangels an gehöriger Aufmerksamkeit oder Vorsicht“. Der von Virchow geprägte Begriff des Kunstfehlers betrifft Ferdinand von Neureiter zufolge in der Gerichtspraxis Verstöße gegen allgemein anerkannte Regeln der ärztlichen Wissenschaft, also „solche Versehen, die in der Regel auf Nichtwissen oder mangelhafter Kenntnis, weniger auf Nichtkönnen oder gar auf bloßer Unaufmerksamkeit beruhen“. Bereits im März 1898 ging das Reichsgericht (RG) im Bauwesen davon aus, dass „… der Bauleiter die Regeln der Kunst bzw. des Handwerks zu beachten hat“. Im Februar 1934 äußerte das RG keine Bedenken, „dass ein Verstoß gegen die anerkannten Regeln der ärztlichen Kunst regelmäßig ein Verschulden des Handelnden darstellt…“. Diesen Verstoß nannte es im Oktober 1934 einen „Kunstfehler“.

## Allgemein anerkannte Regeln der Kunst
Die Auslegung der Formulierung „allgemein anerkannte Regeln der Kunst“ ist umfangreich. Die Regeln eines bestimmten Fachgebiets müssen allgemein, also durch eine Mehrheit der Experten, anerkannt sein. Das liegt nicht vor, wenn die Ansichten der Fachkreise auseinandergehen und die Regeln bisher noch keine allgemeine Anerkennung in der Wissenschaft gefunden haben. Anerkennung bedeutet die Akzeptanz dieser Regeln. Regeln sind alle gesicherten Erkenntnisse und daraus abgeleitete Aussagen und Richtlinien. Kunst schließlich bezeichnet das Fachgebiet, dessen Regeln möglicherweise mehr oder weniger starken Veränderungen unterliegen. Dabei ist der jeweilige Wissensstand keine exakt bestimmbare Größe. Anerkannte technische Regeln sind diejenigen Prinzipien und Lösungen, die in der Praxis erprobt und bewährt sind und sich bei der Mehrheit der Praktiker durchgesetzt haben.
Der unbestimmte Rechtsbegriff der „anerkannten Regeln der Technik“ kommt im deutschen Recht häufig vor, so etwa in § 319 StGB im Rahmen der Baugefährdung, §§ 50 Abs. 4, § 51 Abs. 2, § 60 Abs. 1, § 62 Abs. 2 Wasserhaushaltsgesetz oder § 2 Abs. 1 HaftPflG. Er ist vom „Stand der Technik“ im Umweltrecht (§ 3 Abs. 1 Nr. 1 BImSchG) und dem „Stand von Wissenschaft und Technik“ im Atomrecht (§ 4 Abs. 2 Nr. 3 AtG) zu unterscheiden und stellt andere Anforderungen. „Stand der Technik“ ist nach § 3 Abs. 6 BImSchG der „Entwicklungsstand fortschrittlicher Verfahren, Einrichtungen oder Betriebsweisen, der die praktische Eignung einer Maßnahme … gesichert erscheinen lässt“.

## Arten der Verträge
Die Definition einer Leistung anhand ihrer Erbringung „nach den Regeln der Kunst“ („lege artis“) kann bei Dienst- und bei Werkverträgen vorkommen.

### Dienstvertrag
Zu den Dienstverträgen gehören insbesondere der Arbeitsvertrag, Behandlungsvertrag, Mandatsvertrag mit einem Rechtsanwalt oder der Telekommunikationsvertrag (auch Mobilfunkvertrag). 
Im Arbeitsvertrag sind unter anderem Arbeitsinhalt und Arbeitsleistung des Arbeitnehmers geregelt. Dabei ist der Arbeitgeber verpflichtet, durch sein Weisungs- und Direktionsrecht Arbeitsanweisungen zu erlassen, die den neuesten Stand der Wissenschaft und Technik berücksichtigen und so den Arbeitnehmer in der Erfüllung seiner Arbeitsaufgabe unterstützen. Ein ausgeprägtes Berufsethos und hohe Standards der Tätigkeiten garantieren Arbeitsleistungen auf dem höchsten Stand der Forschung oder Berufsfertigkeit („lege artis“).
Der Behandlungsvertrag zwischen Arzt und Patient ist seit dem Urteil des Bundesgerichtshofs (BGH) vom April 1987 ein Dienstvertrag, so dass der Arzt keine Heilung versprechen muss, sondern lediglich eine gewissenhafte und sorgfältige Behandlung nach den Regeln der ärztlichen Kunst. Der Arzt hat die anerkannten Regeln der ärztlichen Wissenschaft zu beachten, wobei er über den neuesten Stand der Heilkunde auf seinem Gebiet informiert sein muss. Seit Februar 2013 ist die Unterwerfung des Behandlungsvertrags unter das Dienstvertragsrecht durch § 630a BGB auch gesetzlich kodifiziert. Die Behandlung hat gemäß § 630a Abs. 2 BGB nach den zum Zeitpunkt der Behandlung bestehenden, allgemein anerkannten fachlichen Standards zu erfolgen, soweit nicht etwas anderes vereinbart ist. In der Medizin wird kritisiert, dass die Lege-artis-Regel den medizinischen Fortschritt hemmt, wenn beispielsweise neu entwickelte Behandlungsmethoden angewandt werden sollen oder noch keine etablierten Therapien existieren und damit für den Mediziner immer ein hohes Haftungsrisiko besteht.
Auch der Anwaltsvertrag ist ein Dienstvertrag (genauer: ein Geschäftsbesorgungsvertrag über Dienste; §§ 675, § 611 BGB), denn der Rechtsanwalt verpflichtet sich nur zur gewissenhaften Rechtsberatung und sorgfältigen Prozessvertretung, nicht jedoch zum Prozesssieg. Bei der Wahrnehmung eines Mandats hat sich ein Rechtsanwalt grundsätzlich an höchstrichterlichen Entscheidungen, denen richtungweisende Bedeutung für die Rechtswirklichkeit zukommt, auszurichten. Dies gilt auch für Steuerberater oder Wirtschaftsprüfer.

### Werkvertrag
Zu den Werkverträgen gehören vor allem der Architektenvertrag, Bauvertrag oder Künstlervertrag. Der Werkvertrag verpflichtet allgemein nach § 631 Abs. 1 BGB zu einem bestimmten Erfolg. Nach § 633 Abs. 2 BGB ist das Werk frei von Sachmängeln, wenn es sich für die nach dem Vertrag vorausgesetzte, ansonsten für die gewöhnliche Verwendung eignet und eine Beschaffenheit aufweist, die bei Werken der gleichen Art üblich ist und die der Besteller nach der Art des Werkes erwarten kann. Dem Hersteller obliegt beim Werkvertrag die Lieferung der vereinbarten Güte und Qualität, und er muss das Werk nach den Regeln der Kunst liefern, also die betreffenden (technischen) Vorschriften beachten.
Durch einen Architekten- oder Ingenieurvertrag wird der Unternehmer verpflichtet, die Leistungen zu erbringen, die nach dem jeweiligen Stand der Planung und Ausführung des Bauwerks oder der Außenanlage erforderlich sind, um die zwischen den Parteien vereinbarten Planungs- und Überwachungsziele zu erreichen. Der Architekt hat insbesondere eine technisch und wirtschaftlich einwandfreie Planung zu erbringen, die entsprechend dem Stand der Technik auf die Verwirklichung der Planung in ein mangelfreies Bauwerk gerichtet ist.
Beim Bauvertrag muss das Bauwerk den „anerkannten Regeln der Technik und Baukunst“ genügen. Darunter versteht man „technische Regeln für den Entwurf und die Ausführung baulicher Anlagen, die in der Wissenschaft als theoretisch richtig anerkannt sind und feststehen sowie insbesondere in dem Kreis der für die Anwendung der betreffenden Regeln maßgeblichen, nach dem neuesten Erkenntnisstand vorgebildeten Techniker durchweg bekannt und aufgrund fortdauernder praktischer Erfahrung als technisch geeignet, angemessen und notwendig anerkannt sind“. Auch beim BGB-Werkvertrag ist grundsätzlich nach den anerkannten Regeln der Technik zu arbeiten. Nach § 13 Abs. 1 Satz 2 VOB/B ist beim Bauvertrag die Leistung zur Zeit der Bauabnahme frei von Sachmängeln, wenn sie die vereinbarte Beschaffenheit hat und den anerkannten Regeln der Technik entspricht. Die anerkannten Regeln der Technik werden in diversen technischen Normen und  Regelwerken konkretisiert. Wichtige Regelwerke sind etwa
- DIN-Normen des Deutschen Instituts für Normung e. V.,
- VDI-Richtlinien des Vereins Deutscher Ingenieure oder die
- Bestimmungen des Deutschen Vereins des Gas- und Wasserfaches.

Allerdings kann auch eine DIN-Norm als anerkannte Regel der Baukunst ihre Gültigkeit verlieren, weil sie durch die technische Entwicklung überholt ist.
Der Aufführungsvertrag (Konzert, Künstler, Sport, Schausteller, Theater) ist ein Vertrag zwischen dem Inhaber der Aufführungsrechte und dem Veranstalter, der unter anderem auch Elemente eines Werkvertrages beinhaltet. Der Künstler schuldet einen Erfolg, wenn er sich zu einem nach objektiven Kriterien bestimmbaren Programm verpflichtet. Sieht ein Orchesterprogramm eine komplette Oper vor, werden jedoch lediglich zwei der drei Akte gespielt, kann der Veranstalter Minderung nach § 638 Abs. 1 BGB vom Künstler verlangen. Unter Erfolg ist kein künstlerischer Erfolg im Sinne von Beifallsbekundungen oder positiver Kritik gemeint, sondern lediglich die Konzertdurchführung oder künstlerische Darbietung als solche. Der Künstler muss dabei die anerkannten Regeln der Kunst beherrschen und entsprechend seiner künstlerischen Eigenart und Qualifikation ein übliches Werk abliefern.

## Bedeutung
Werden die allgemein anerkannten Regeln der Kunst nicht angewandt, liegt Schlechtleistung vor. Der Auftraggeber, Besteller, Patient, Mandant oder Zuschauer kann eine bestimmte Leistung erwarten, die ihm vertraglich zugesichert wurde. Entspricht die tatsächlich erbrachte Leistung nicht der vertraglich „de lege artis“ zugesicherten, so haftet der Leistungsschuldner nach § 280 Abs. 1 BGB wegen Pflichtverletzung auf Schadensersatz. Die Baugefährdung ist ein Straftatbestand und kann sogar strafrechtliche Folgen nach sich ziehen. Die rechtliche Sanktionierung der Schlechtleistung zielt darauf ab, dass der Leistungsschuldner gezwungen wird, einen bestimmten Qualitätsstandard durch Qualitätssicherung aufrechtzuerhalten und dauerhaft anzubieten, während der Vertragspartner durch Verbraucherschutz in die Lage versetzt wird, seine Qualitätsvorstellungen auch rechtlich durchzusetzen. Wird das vom Kunden erwartete Qualitätsniveau auch im Hinblick auf die allgemein anerkannten Regeln der Kunst geliefert, entsteht Kundenzufriedenheit.